# Episodi di Delitti in Paradiso (nona stagione)
La nona stagione della serie televisiva Delitti in Paradiso, composta da 8 episodi della durata di 60 minuti ciascuno, è stata trasmessa in prima visione assoluta nel Regno Unito sul canale BBC One dal 9 gennaio al 27 febbraio 2020.
Aude Legastelois viene promossa nel cast principale, lasciando poi la serie insieme a Ardal O'Hanlon e Shyko Amos. Ralf Little entra nel cast della serie
In Italia la stagione è andata in onda in prima visione assoluta su Fox Crime, canale a pagamento di Sky, dal 22 ottobre al 12 novembre 2020. In chiaro, è stata trasmessa in prima visione su Rai 2 dal 13 giugno al 4 luglio 2021.
| nº | Titolo originale               | Titolo italiano         | Prima TV Regno Unito | Prima TV Italia  |
| -- | ------------------------------ | ----------------------- | -------------------- | ---------------- |
| 1  | La Murder Le Diablé            | La maschera del Diavolo | 9 gennaio 2020       | 22 ottobre 2020  |
| 2  | A Murder in Portrait           | Ritratto di un omicidio | 16 gennaio 2020      | 22 ottobre 2020  |
| 3  | Tour De Murder                 | Gara fatale             | 23 gennaio 2020      | 29 ottobre 2020  |
| 4  | Pirates of the Murder Scene    | Un nuovo inizio         | 30 gennaio 2020      | 29 ottobre 2020  |
| 5  | Switcharoo                     | Porte chiuse            | 6 febbraio 2020      | 5 novembre 2020  |
| 6  | Murder on Mosquito Island      | Fantasmi del passato    | 13 febbraio 2020     | 5 novembre 2020  |
| 7  | Death in the Salon             | Un oscuro segreto       | 20 febbraio 2020     | 12 novembre 2020 |
| 8  | Now You See Him, Now You Don't | Niente è come sembra    | 27 febbraio 2020     | 12 novembre 2020 |

## La maschera del Diavolo
- Titolo originale: La Murder Le Diablé
- Diretto da: Ian Barber
- Scritto da: Robert Thorogood e James Hall

### Trama
È la notte di capodanno e il miliardario Aaron McCormack organizza una festa nella sua villa, la moglie Vanessa viene ritrovata morta all'interno dell'abitazione, a ucciderla è stata una persona con una maschera da Diavolo che l'ha pugnalata con un coltello. Mooney e la sua squadra indagano sulla morte di Vanessa, l'assassino che è stato ripreso da una videocamera, ha lasciato sul pavimento accanto al corpo di Vanessa un messaggio: La vendetta... scritto con del rossetto.
Aaron non riesce a immaginare chi possa aver fatto una cosa del genere alla moglie, anche se sospetta di suo fratello Donald, il padre aveva lasciato a lui l'azienda di famiglia, una distilleria di rum, quindi Aaron ha aperto una sua attività, la distilleria sta attraversando un crisi e Donald gli aveva chiesto un prestito che Aaron gli ha negato. Donald viene accompagnato a casa da Charles, il suo contabile, e poi quando entra in casa vede sullo specchio la scritta ...è completa fatta con del rossetto e l'uomo con la maschera da Diavolo armato di coltello aggredisce Donald ferendolo, per poi scappare quando interviene Charles.
Una donna di nome Anna racconta a Mooney di aver visto l'uomo con la maschera da Diavolo mentre era in spiaggia la notte di capodanno. Ruby, senza volerlo, fa in modo che venga divulgata la notizia che l'uomo mascherato è un serial killer. Mooney esclude che Donald sia l'assassino dato che è stato aggredito pure lui dall'uomo con la maschera da Diavolo, inoltre le parole che l'assassino ha lasciato sul pavimento e sullo specchio formavano una frase ovvero La vendetta è completa. Ruby va a interrogare Charles notando che su una delle tazze da caffè nella cucina della sua casa ci sono le stesse tracce di rossetto, della stessa tonalità di quello di Vanessa, ciò vuol dire che era venuta a trovarlo. Charles ammette che Vanessa si era rivolta a lui per aiutarla a gestire un portafoglio di investimento, ma Charles le rubò il suo denaro per ripagare alcuni suoi debiti.
Mooney e Madeleine indagano su Tabitha, una dipendente di Aaron, la quale ha buon tenore di vita nonostante sia un'umile lavoratrice, infatti Aaron ammette che lui la mantiene perché è la sua amante, stava già progettando di divorziare da Vanessa, quindi Mooney e Madeleine capiscono che Vanessa già sapeva che il marito voleva lasciarla, e questo spiega il motivo per cui si era rivolta a Charles in cerca di investimenti remunerativi.
JP scopre che forse esiste una persona che odia sia Aaron che Doland, ovvero Oscar Samuel, lavorò nelle compagnie di entrambi i fratelli ma sia Aaron che Doland lo licenziarono per via dei suoi problemi di alcolismo. In effetti l'assassino non può essere Aaron dato che era insieme agli invitati alla festa con molti testimoni quando la moglie venne uccisa dall'uomo con la maschera da Diavolo, e non può essere nemmeno Charles visto che era insieme a Donald quando l'assassino mascherato tentò di uccidere quest'ultimo, inoltre dato che Donald è stato quasi ucciso dal misterioso assassino questo esclude pure lui dai sospettati, solo Oscar sembra l'unico indiziato su cui è possibile formulare un'accusa. La polizia cerca di arrestare Oscar, ma lui fugge, però Ruby riesce a catturarlo. Mooney ispeziona la casa di Oscar notando che ci sono solo audiolibri, capendo che Oscar è innocente dato che non può aver scritto lui quelle parole con il rossetto visto che è analfabeta. Oscar ammette che credeva di essere veramente lui l'assassino dato che il giorno di capodanno aveva bevuto una bottiglia di rum, e poi il mattino dopo, non ricordando più nulla, aveva accanto al suo letto la maschera da Diavolo e il coltello insanguinato, temendo che mentre era sotto l'effetto di alcolici, avesse ucciso Vanessa.
Quando JP fa notare a Mooney che dietro a quella maschera da Diavolo poteva esserci chiunque, l'ispettore inizia a capire come sono andate le cose, inoltre Oscar ammette che la bottiglia di rum che aveva bevuto la notte di capodanno gli era stata regalata da Donald, e così Mooney scopre chi è l'assassino. Mooney ha capito che a uccidere Vanessa è stato Donald, il fratello voleva sbarazzarsi di Vanessa per poter stare con Tabitha ma temeva che il divorzio potesse rovinarlo economicamente, quindi accettò di prestare a Donald il denaro che a lui serviva in cambio della morte di Vanessa. Donald indossando la maschera da Diavolo uccise sua cognata mentre Aaron teneva compagnia agli invitati, poi Aaron indossando a sua volta la maschera è entrato nella casa di Donald fingendo di volerlo uccidere davanti a Charles, ferendolo ma senza ucciderlo, così ognuno dei fratelli ha fornito un alibi all'altro. Donald aveva regalato a Oscar una bottiglia di rum da bere la sera di capodanno, nella bottiglia c'era della droga, così che Aaron stordito, non ricordasse nulla e pensasse che era lui l'assassino, alla luce del fatto che i due fratelli lo avevano licenziato ciò faceva di lui il principale sospettato, Aaron infatti dopo aver finto di aggredire Donald era entrato di nascosto nella casa di Oscar lasciando lì la maschera da Diavolo e il coltello, e sostituendo la bottiglia che Donald gli aveva regalato con un'altra. Mooney spiega a Donald e Aaron che il loro sbaglio è stato quello di scrivere quelle parole con il rossetto, loro erano ignari dell'analfabetismo di Oscar, inoltre la polizia ha mandato il sangue di Oscar in laboratorio per rilevare tracce di droghe. Mooney fa arrestare Aaron e Donald, quest'ultimo disperato si scaglia contro il fratello accusandolo di averlo costretto a compiere un crimine rovinandogli la vita.
Patterson è costretto a rimproverare (seppur con gentilezza) Ruby la quale non avrebbe dovuto diffondere la notizia che l'assassino di Vanessa era un serial killer, cercando di farle capire che come poliziotto non può permettersi certi errori. Mooney, Madeleine, Ruby, JP, Patterson e Anna vanno a un corso di ballo inoltre quest'ultima, da poco divorziata, è venuta in viaggio a Saint Marie, e inizia a provare una certa attrazione per Mooney, arrivando anche a baciarlo, proponendogli di uscire col lei.

## Ritratto di un omicidio
- Titolo originale: A Murder in Portrait
- Diretto da: Ian Barber
- Scritto da: Robert Thorogood e Tom Nash

### Trama
Donna è una pittrice di successo, vive nella sua villa insieme al suo modello Max, nonché amante, e quando si ritira nel suo studio a dipingere, ad un tratto cade per terra, il suo studente Anthony e la fidanzata di quest'ultimo, Sandrine, si avvicinano a lei, purtroppo Sandrine è costretta a constatare che è morta.
Mooney indaga sulla morte di Donna, scoprendo che è stata uccisa per avvelenamento, ha assunto dell'acido cianidrico, ne sono state rilevate tracce nella lattina dalla quale stava bevendo. Sandrine, Max e Anthony possono confermare che nessuno tra loro si era avvicinato alla lattina, è impossibile che qualcuno abbia avuto il tempo di metterci dentro del veleno. Accanto al corpo della vittima c'è pure un topo morto.
Sandrine gestisce una galleria artistica, e progettava un'esposizione dei quadri di Donna, ma che adesso verranno reclamati dalla manager della defunta artista Patti Grenson, che potrà venderli a una cifra maggiore adesso che con la morte di Donna sono aumentati di valore. Max spiega alla polizia che prima di ritirarsi nello studio, Donna era tornata a casa dopo un'assenza di quattro ore, JP tra gli effetti personali della vittima trova uno scontrino di una stazione di servizio e Madeleine scopre che proprio lì Donna aveva chiesto informazioni su come raggiungere la casa di un uomo benestante di nome Terry Minto, e lì che è stata prima di tornare a casa. Terry spiega a Mooney che Donna gli aveva venduto un quadro, che aveva Max come soggetto, a torso nudo, stranamente Donna guardò il dipinto con curiosità, in realtà era stato Anthony a venderlo a Terry facendo le veci di Donna, facendosi pagare in contanti, la vendita doveva rimanere segreta per evitare che Patti pretendesse la sua percentuale.
Ruby scopre che Donna andava in analisi, Madeleine interroga la psicologa di Donna la quale le rivela che aveva avuto una relazione con Anthony, quindi ora i sospetti ricadono su Sandrine, che però non dà molto peso alla cosa, anche se Anthony le era stato infedele non avrebbe mai ucciso Donna i cui quadri avrebbero dato maggior lustro alla sua galleria.
Madeleine nota qualcosa di strano sul quadro di Terry, la cicatrice sul corpo di Max non ha la giusta forma, Terry inoltre denuncia il furto del quadro, ma Madeleine e Mooney capiscono che a rubarlo è stato Anthony, quest'ultimo ammette che in realtà odiava Donna la quale era una persona incontentabile, decise allora di dipingere opere false e di spacciarle per quelle di Donna e di venderle per arricchirsi, purtroppo non conoscendo bene la cicatrice di Max non sapeva come dipingerla in maniera fedele, Donna aveva scoperto tutto e andando a casa di Terry vedendo il quadro ne trovò la conferma, aveva ormai deciso di tagliare i ponti con Anthony. Quest'ultimo ha poi rubato il quadro dopo aver saputo che Terry voleva rivenderlo, un qualunque critico d'arte avrebbe capito che era un falso.
Purtroppo le indagini non portano a nulla di utile dato che comunque era impossibile che qualcuno tra i sospettati avesse avuto il tempo di mettere nella lattina l'acido cianidrico senza farsi vedere dagli altri, Mooney e i suoi colleghi tornano allo studio di Donna per riesaminare la scena del crimine, e poi vedono che il topo è ancora vivo, infatti non era morto, ma aveva solo perso i sensi, e Mooney capisce in che modo l'assassino ha ucciso Donna.
Mooney smaschera Sandrine, è lei l'assassina, aveva sostituito l'acqua ragia con la quale Donna stava lavorando nello studio con del cloroformio, sia lei che il topo inalandolo hanno perso i sensi, e dato che l'ambiente era chiuso è stato più facile. Quando Sandrine si è avvicinata a lei, aveva fatto credere a Anthony che era morta, ma in realtà era solo svenuta, e poi quando Anthony si è allontanato ha fatto ingerire a Donna l'acido cianidrico per poi versarlo anche nella lattina in modo che tutti pensassero che lo aveva bevuto da lì. Sandrine avrebbe voluto disfarsi del cloroformio, ma Donna quando era svenuta aveva rovesciato il contenitore per terra e infatti è stato rilevato il cloroformio sul pavimento dello studio. Mooney ha capito che Sandrine non voleva perdere Anthony, temendo che lui, sedotto dal successo artistico che Donna gli aveva promesso, si sarebbe distanziato da Sandrine, sebbene le sue preoccupazioni erano infondate dato che Donna (alla luce del fatto che Anthony vendeva opere false) non aveva più intenzione di sostenere la sua ascesa nel mondo dell'arte. Sandrine viene arrestata, Anthony le spiega che comunque la sua ossessione che lui l'avrebbe abbandonata era infondata, infatti non l'avrebbe mai lasciata.
Mooney inizia a uscire con Anna, per lui è molto difficile, è la prima volta che esce con una donna dalla morte della moglie, stare insieme a Anna non fa che ricordargli quanto si sente perso senza sua moglie. Ruby infine regala a JP il topo ingabbiato trovato nello studio di Donna.

## Gara fatale
- Titolo originale: Tour De Murder
- Diretto da: Paulette Randall
- Scritto da: Robert Thorogood, Fay Rusling e Oriane Messina

### Trama
Si sta per disputare un'importante gara di ciclismo a Saint Marie. La squadra rappresentante delle Isole Vergini britanniche schiera Josh Hunter, Anton Maduro e Xavier Prince, quest'ultimo in particolare è considerato un ciclista molto promettente, nello staff ci sono l'allenatore Brian (il padre di Josh) e Ines. La gara ha inizio, Ines e Brian possono monitorare i loro ciclisti dal segnale GPS delle loro biciclette da corsa, ad un tratto notano che quella di Xavier si è fermata, quindi vanno a controllare e scoprono che è caduto da un precipizio durante il tragitto, morendo.
Mooney indaga sulla morte dell'atleta, stranamente accanto al corpo la polizia trova un brandello dello stesso colore e dello stesso tessuto dell'uniforma di Xavier, la sua è intatta e quindi deve essere l'uniforme di un suo compagno di squadra, inoltre sotto le unghie della vittima ci sono fibre simili a quelle del tessuto del brandello. Controllando le uniformi dei colleghi di Xavier, la polizia può constatare che sono tutte intatte. Mooney inizia a indagare sui sospettati, Ines in passato era una ciclista, aveva persino partecipato al triathlon, ha anche allenato una squadra femminile, lei e Anton sono fidanzati, Josh era in cattivi rapporti con Xavier che infatti lo voleva escludere della squadra dato che Josh, pur essendo un valido ciclista, non è in grado di competere con i migliori.
Mooney e Madeleine controllano la suite di Xavier, e trovano una cassaforte, Madeleine la apre e trova i calzini portafortuna di Xavier, che lui indossava in tutte le gare e un flacone contenente un farmaco, si tratta di steroidi. Mooney non ritiene che tra i colleghi di Xavier qualcuno possa averlo buttato dal sentiero, perché Brian e Ines erano insieme nel furgone della squadra a monitorarlo da lontano, e stando al GPS Josh e Anton erano vicini a Xavier, e se qualcuno di loro lo avesse buttato fuori pista gli altri se ne sarebbero accorti.
Stando all'esame tossicologico nel corpo di Xavier non c'erano tracce di steroidi, ma Ruby scopre che la vittima si era messa i contatto con un membro della commissione antidoping per una denuncia, nel flacone trovato vengono rilevate le impronte digitali di Anton, quest'ultimo ammette che fa uso di steroidi, Xavier lo aveva scoperto e intendeva denunciarlo, col risultato che Anton sarebbe stato bandito a vita dallo sport agonistico. Mooney pur trovando dei moventi, non ritiene che qualcuno tra loro potesse ucciderlo dato che mancava l'opportunità, inoltre non capisce perché Xavier non portasse i suoi calzini portafortuna, comunque manda JP a revisionare la bicicletta di Xavier, scoprendo che i freni sono stati manomessi. Brian, non potendo convivere con il senso di colpa, ammette che è stato lui a manomettere la bicicletta di Xavier, il quale avrebbe escluso Josh dalla squadra dato che, essendo lui una promessa del ciclismo, avrebbe portato gli sponsor dalla sua parte, Brian non voleva perdere suo figlio sapendo che al di fuori del ciclismo non hanno nulla che li leghi.
Madeleine va a trovare nell'ospedale delle Isole Vergini britanniche la sorella di Xavier, che è in coma, ebbe un incidente in bicicletta (anche lei era una ciclista) a causa di un'embolia polmonare, aveva assunto gli stessi steroidi di Anton. JP incontra per caso un ragazzino che indossa la divisa della squadra ciclistica delle Isole Vergini britanniche, la quale è strappata, grazie a Catherine il ragazzo consegna la divisa alla polizia, l'aveva trovata in un bidone della spazzatura, è la divisa alla quale è stato strappato il brandello trovato accanto al cadavere della vittima, e così Mooney capisce finalmente chi ha ucciso Xavier.
Mooney ha scoperto che l'assassino è Anton, mentre lui e Xavier stavano studiando insieme il percorso ripercorrendolo, Xavier ne approfittò per affrontarlo riguardo agli steroidi che assumeva, gli stessi che hanno portato la sorella al coma, aveva capito che Anton stava proteggendo qualcuno, ovvero la persona che lo riforniva, Anton quindi spinse Xavier dal precipizio, quest'ultimo tentò di aggrapparsi all'uniforme di Anton per non cadere ma ha solo finito col strappargliela. Mooney ha scoperto che era Ines a procurare gli steroidi a Anton, e fu lei a rifornirli anche alla sorella di Xavier, inoltre Mooney ha capito che Ines aiutò il fidanzato a coprire l'omicidio, Xavier era già morto prima dell'inizio della gara quello che avevano visto alla partenza non era lui, ma Ines che grazie all'uniforme e al casco si era spacciata per lui, nessuno notò la differenza, lei però non indossò i calzini portafortuna di Xavier. Dopo l'inizio della gara, dopo aver percorso un piccolo tratto del tragitto, mentre Ines era ultima nella fila, si fermò senza farsi vedere dagli altri concorrenti che infatti, dato che erano tutti davanti a lei, non l'avevano notata, e prese una strada laterale per poi raggiungere Brian, fingendo di monitorare gli spostamenti della bicicletta di Xavier con il GPS, ma Mooney ha capito che in realtà quello che stavano monitorando era Anton, che portava con sé l'unità GPS della bicicletta di Xavier, e poi la gettò nel precipizio dove Xavier era caduto quando lo aveva ucciso, nel momento in cui i ciclisti erano passati in quella parte del percorso, infine si sono sbarazzati dell'uniforme strappata gettandola nell'immondizia.
Dopo l'arresto di Anton e Ines, l'ispettore Mooney convince JP a sostenere l'esame da sergente, intanto Anna si prepara a lasciare Saint Marie, ormai Mooney si è affezionato a lei e prova a convincerla a prolungare la sua vacanza a Saint Marie ma lei ha deciso di partire, proponendogli di raggiungerla durante la sua permanenza nelle varie tappe del suo viaggio.

## Un nuovo inizio
- Titolo originale: Pirates of the Murder Scene
- Diretto da: Paulette Randall
- Scritto da: Robert Thorogood e Will Fisher

### Trama
Mooney, Madeleine, Ruby e JP devono indagare sulla morte di Christopher, notaio che lavorava in un suo studio a Port Royal, è stato ritrovato morto su una piccola barca al largo. Dall'autopsia sembra che sia morto per una violenta caduta, infatti il cadavere presenta fratture scomposte, emorragia interna e tumefazioni.
Christopher era sposato con Alesha, e i suoi migliori amici erano Clarence e sua moglie Shonelle, quest'ultima confessa a Mooney che Christopher era sempre stato un marito infedele. Siobhan viene a Saint Marie a trovare suo padre, facendo amicizia con Anna, la quale cerca di convincere Mooney a venire con lei a San Francisco. Il legno della barca è troppo vecchio e umido, e infatti non è possibile rilevare delle impronte digitali, quindi Ruby mette un annuncio sul giornale e a rispondere è il proprietario del faro, la barca appartiene a lui, la custodiva nel magazzino ai piedi del faro.
Mooney e i suoi colleghi ispezionano il faro e trovano una riproduzione in miniatura di una ballerina, e sul tendone che viene usato per coprire la barca sono state rilevate le impronte digitali di Clarence. Quest'ultimo viene arrestato, Mooney ha capito che lui è innocente e che sta cercando di coprire il vero colpevole. Siobhan dà a suo padre una notizia: tornerà a Londra e si trasferirà nella loro vecchia casa ora che ha trovato un lavoro.
Alesha spiega a Mooney che già sapeva delle infedeltà del marito, ma lei era indifferente, ormai non lo amava più, aveva già deciso di lasciarlo. JP e Madeleine notano che Christopher usava il suo computer per spiare la moglie, amava controllarla. Shonelle dà alla polizia un carillon, stranamente suo marito lo aveva portato in casa ansioso di nasconderlo.
Mooney è costretto a rinunciare all'offerta di Anna, non viaggerà con lei, ma non vuole nemmeno rimanere a Saint Marie, ha deciso di tornare a Londra con sua figlia perché la sua vita è lì, aveva visto in Saint Marie una via di fuga dal dolore per la perdita di sua moglie ma adesso vuole ritornare nella sua vecchia casa.
La polizia scopre che Alesha è orfana, venne trovata nel faro quando era solo una neonata, adesso Mooney ha capito chi ha ucciso Christopher. L'ispettore va a casa di Alesha spiegandole che ha ormai ha scoperto che è lei l'assassina, ormai ha capito che Christopher non era solo un adultero, ma pure un marito possessivo e violento, non le avrebbe mai concesso il divorzio, lei aveva deciso quindi di togliersi la vita gettandosi dal faro dove venne abbandonata dalla madre, la quale le lasciò solo il carillon. Christopher la raggiunse insieme a Clarence, tentò di impedirle di suicidarsi, prese il carillon e lo gettò per terrà, la ballerina in miniatura era infatti un ornamento del carillon che si staccò. In uno slancio di rabbia Alesha spinse Christopher dalla cima del faro uccidendolo, Clarence dunque (da sempre innamorato di Alesha) prese la barca nel magazzino e ci mise sopra il corpo di Christopher e fece in modo che prese il largo, poi prese il carillon per nasconderlo.
Mooney aggiusta il carillon che suona la musica di Für Elise mentre Alesha accetta con rassegnazione il suo arresto, ma Mooney le promette che il tribunale terrà conto della natura violenta di Christopher e che forse non ci saranno conseguenze severe nei suoi confronti. Anna promette a Mooney che verrà a trovarlo a Londra, infine Mooney saluta Catherine, Patterson, JP, Ruby e Madelaine per poi lasciare Saint Marie insieme alla figlia. Purtroppo è necessario che qualcuno prenda al più presto il posto di Mooney come ispettore capo del corpo di polizia di Saint Marie dato che JP ha appena ricevuto una telefonata: c'è un nuovo caso da risolvere, una donna è morta nella suite dell'albergo dove alloggiava, apparentemente il suo sembra un suicidio.

## Porte chiuse
- Titolo originale: Switcharoo
- Diretto da: Richard Signy
- Scritto da: Robert Thorogood

### Trama
Madeleine, Ruby e JP vanno alla stazione aeroportuale ad accogliere l'ispettore capo Neville Parker appena arrivato da Manchester per indagare sulla morte di Tamsin. Parker si rivela una persona gentile ma stravagante, è ossessionato dall'igiene ed è di salute cagionevole, di conseguenza è insofferente al clima caraibico di Saint Marie. Tamsin è venuta a Saint Marie da Manchester con la sua famiglia, ovvero il marito Charlie, il padre Neil e la matrigna Joanne, i quali lavorano tutti insieme nell'azienda di famiglia, la Henderson Resort; durante una festa Tamsin si è sentita debole per via del jet lag e dunque era tornata nella suite dell'albergo dove alloggiava, Charlie preoccupato per la sua assenza era andato da lei ma la porta della camera era chiusa dall'interno, quindi Jacob, un dipendente dell'hotel, lo aiutò sfondando la porta, Tamsin era nel bagno, ma anche la porta del bagno era chiusa dall'interno e quindi Jacob aveva sfondato anche quella, trovando Tamsin morta, nella vasca da bagno piena d'acqua con dentro l'asciugacapelli, sembra che si sia tolta la vita folgorata dalla corrente elettrica dovuta al contatto tra l'acqua e l'asciugacapelli.
La polizia di Manchester ha mandato Parker a Saint Marie, infatti dato che Tamsin era una cittadina di Manchester hanno mandato sull'isola un loro agente per accertare il suicidio, Parker fa una veloce ispezione della scena del crimine, sia la porta d'ingresso che quella del bagno erano chiuse dall'interno, quindi è impossibile che qualcuno, pur uccidendo Tamsin, potesse fuggire dalla suite attraversando due porte chiuse, ma Parker nota che la vittima aveva usato il bite capendo che non si è tolta la vita, trovando insensato che qualcuno si preoccupi di proteggere i suoi denti se decide di commettere suicidio. Anche se Parker ha capito che Tamsin è stata assassina e che il colpevole vuole farlo passare per un suicidio, decide di non indagare, infatti non sopporta l'atmosfera tropicale di Saint Marie, è deciso a tornare a Manchester in quanto il suo dovere era solo quello di accertarsi che la vittima si fosse tolta la vita o meno. Patterson però, facendo leva sull'abnegazione civica di Parker, lo convince a rimanere e a contribuire alle indagini, dato che Parker è ritenuto un investigatore eccelso tra i suoi colleghi di Manchester.
Parker decide dunque di rimanere a Saint Marie almeno finché non avrà scoperto chi è l'assassino, ma si rifiuta di vivere nel bungalow dove alloggiava Mooney in quanto non all'altezza dei suoi standard, decide dunque di andare nell'albergo dove Tamsin è morta e l'impiegata alla reception, Emma, gli assegna una stanza. Patterson mette in chiaro con Parker la sua permanenza all'albergo è spesata dal dipartimento di polizia di Saint Marie, e che non può permettersi un tale lusso quindi farebbe meglio a risolvere l'omicidio di Tamsin nel giro di pochi giorni. Parker si mette a capo delle indagini scoprendo che Tamsin stava investigando su alcune proprietà su Saint Marie che Neil e Joanne volevano comprare, ne controllano una e trovano il corpo di un anziano morto, un uomo fugge via ma Parker lo acceca con una bomboletta spray e lo cattura. L'uomo ammette che Neil e Joanne lo avevano assunto per intimorire i residenti delle varie case che volevano acquistare, l'anziano era il proprietario di quella casa e per via delle minacce ha avuto un malore morendo.
Parker non può fare nulla contro Neil e Joanne che si appellano alla negazione plausibile, Tamsin non era d'accordo con il codice di condotta usato dal padre e dalla matrigna, è ovvio che Joanne è la mente dietro a tutto e purtroppo Neil essendo debole di carattere è succube del cinismo della moglie. Parker si mette a ispezionare la vasca da bagno, ma non quella del bagno della suite dove Tamsin è morta, ma quella accanto, infatti ispirato dal principio di scambio di Edmond Locard l'assassino porta sempre via qualcosa dalla scena del crimine o lascia una traccia: Parker trova nella vasca da bagno un capello e gli dà fuoco capendo chi ha ucciso la donna.
Parker ha capito che i colpevoli sono Charlie e Emma, loro sono amanti, Charlie voleva sbarazzarsi di sua moglie per stare con Emma ma se lo avesse fatto Neil lo avrebbe cacciato via della Henderson Resort, quindi riteneva che la scelta migliore fosse il vedovato uccidendo la moglie. Charlie aveva messo dei sonniferi nel bicchiere da cui Tamsin aveva bevuto alla festa, e lei quindi per via della sonnolenza era andata a dormire nella sua suite, Charlie e Emma la misero nella vasca da bagno piena d'acqua gettandoci l'asciugacapelli e la corrente elettrica uccise la donna. Charlie aveva chiuso a chiave sia la porta del bagno che quella d'ingresso per poi sfondarle, mentre nella suite accanto Emma si era immersa nella vasca da bagno gettandoci un asciugacapelli dopo aver staccato dal pannello la corrente elettrica dalla stanza chiudendo dall'interno sia la porta d'ingresso che quella del bagno. Charlie fingendo di voler entrare nella suite dove Emma si era chiusa aveva chiesto aiuto a Jacob che quindi sfondò entrambe le porte, Jacob non aveva capito che quella che aveva visto nella vasca da bagno non era Tamsin ma Emma, che infatti per somigliare alla vittima aveva indossato una parrucca, Jacob non si era accorto che la polizia non stava ispezionando la suite con le porte da lui sfondate in quanto le varie suite dell'hotel si somigliano molto, oltre al fatto che Charlie aveva sfondato le porte della camera di Tamsin in modo che pensassero che fosse stato Jacob e sfondarle. Purtroppo Emma non si era accorta che un capello della parrucca era rimasto nella vasca, i capelli a contatto con il fuoco si inceneriscono ma quando Parker aveva dato fuoco a quel capello si era liquefatto capendo così che era di plastica e che apparteneva a una parrucca.
Sebbene Parker abbia arrestato Charlie e Emma, non può prendere l'aereo per Manchester dato che le sue condizioni di salute non glielo consentono: infatti si è ammalato di trombosi venosa profonda quindi dovrà rimanere ancora un po' a Saint Marie e purtroppo dovrà alloggiare nel bungalow.

## Fantasmi del passato
- Titolo originale: Murder on Mosquito Island
- Diretto da: Richard Signy
- Scritto da: Robert Thorogood, Tom Nash e Kefi Chadwick

### Trama
Will Arnot dirige un corso di sopravvivenza su un'isola vicina a Saint Marie, al quale partecipano Malcolm, Casey, Dave e la fidanzata di quest'ultimo Bethan, mentre il gruppo si accampa Will si allontanata, Dave preoccupato per la sua lunga assenza va a cercarlo e lo trova morto in mezzo alla foresta.
Le condizioni di salute di Parker sono migliorate, quindi Madeleine approfitta della sua presenza per chiedergli di aiutarli a risolvere il caso sulla morte di Will, sebbene Patterson non condivida la stessa fiducia della sua collega nei riguardi di Parker considerandolo un uomo insopportabile. Parker raggiunge l'isola in elicottero e nota che qualcuno ha attraversato un tragitto tra la spiaggia e il punto in cui Dave ha trovato il corpo di Will, è impossibile che tra i campeggiatori qualcuno potesse averlo ucciso visto che erano tutti insieme all'accampamento mentre Will si era allontanato, ma Parker nota che colui che ha attraversato il percorso ha piegato le piante camminando verso la spiaggia e non il contrario, ciò vuol dire che l'assassino ha solo cercato di far credere a tutti che Will sia stato ucciso da qualcuno che aveva raggiunto l'isola e che poi è scappato in barca, ma Parker ha capito che il colpevole è uno dei campeggiatori.
Parker scopre che Will è stato ferito da un'arma appuntita, non ha danneggiato organi vitali, infatti Will è morto solo per l'emorragia, inoltre la sua borraccia è vuota. Parker nota che ci sono degli arpioni, infatti Will aveva insegnato ai campeggiatori come intagliarli, tutti ne avevano uno, ma ce ne sono soltanto quattro, ne manca uno, quindi Parker capisce che si tratta dell'arma del delitto. Tutti tornano a Saint Marie, indagando sul passato della vittima si scopre che era un maggiore del SAS, si ritirò dall'esercito per via del suo disturbo da stress post-traumatico, JP però non riesce a trovare informazioni su di lui antecedenti al suo ingresso nelle forze armate, Parker ipotizza che, dopo il divorzio dei suoi genitori, Will debba aver cambiato cognome.
La polizia scopre che il fratello di Bethan era un ufficiale del reggimento di Will e che è morto, Bethan ammette che Will lo aveva preso di mira, chiese ad alcuni soldati di picchiarlo e lui morì, il caso venne insabbiato, Bethan si era iscritta al corso di Will per imparare a conoscerlo, in effetti sembrava un uomo gentile ma quando si ubriacava diventava prepotente e rabbioso, Bethan usando un arpione lo minacciò di morte dopo avergli rivelato ciò che lui fece al fratello, ma decise poi di risparmiargli la vita.
Parker incontra per caso Dave e lo segue mentre lascia l'isola in barca, Patterson usa la sua imbarcazione per seguirlo insieme a Parker. Dave raggiunge l'isola dove Will e morto, infine Parker e Patterson lo sorprendono in flagrante mentre dissotterrava l'arpione che ha ucciso Will: Dave sapendo quanto Bethan lo odiava ha dato per scontato che lo avesse ucciso lei quando ha trovato l'arpione sulla spiaggia, quindi lo nascose sotto terra, era tornato per riprenderlo temendo che la polizia lo avrebbe ritrovato. Si scatena una tempesta dunque Parker, Patterson e Dave trascorrono la notte sull'isola sotto una capanna, dato che cola acqua Parker usa un impermeabile per tappare la perdita, capendo così come ha fatto Will a morire.
Il giorno dopo, tornati a Saint Marie, Parker spiega a tutti che l'assassino è Malcolm, infatti lui e Will erano compagni di scuola, a quel tempo Will usava ancora il cognome del padre. Malcolm era vittima di bullismo da parte di Will, è stato un caso che si sono incontrati quando aveva scoperto che era Will a dirigere il corso di sopravvivenza. Malcolm aveva constatato che Will non era cambiato, e quando scoprì che il fratello di Bethan era morto per via della prepotenza subita da Will, lo infilzò con l'arpione ferendolo, lasciando l'arma accanto a Will. Parker spiega a Malcolm come lo stesso Will si disprezzava da solo, era stufo di convivere con il peso delle sue colpe, non voleva che Malcolm finisse in prigione, dunque usando la sua esperienza nell'esercito tamponò la ferita con del muschio e bloccò l'emorragia stringendo attorno alla vita la cinta dello zaino, e poi facendo finta di nulla tornò all'accampamento, Malcolm infatti era sorpreso di vederlo lì ancora vivo, poi Will si allontanò con una scusa e camminò verso la spiaggia lasciando delle tracce per poi tornare nella foresta così la polizia avrebbe creduto che qualcuno fosse arrivato sull'isola in barca e lo avesse ucciso per poi fuggire, e come ultima cosa ha tolto il muschio dalla ferita versandoci sopra l'acqua nella borraccia, nella quale poi ha nascosto il muschio sporco di sangue, che Parker recupera con delle bacchette. Malcolm viene arrestato ammettendo che uccidere Will non gli ha dato nessuna soddisfazione.
Rosey confessa a JP di aspettare un bambino, all'inizio lui non la prende molto bene, anche perché non ha ancora ottenuto la promozione a sergente, non si sente all'altezza della paternità, ma Ruby non ha nessun dubbio sul fatto che lui sarà un bravo padre. JP ritrova un po' di serenità, poi Rosey gli rivela di aspettare due gemelli.

## Un oscuro segreto
- Titolo originale: Death in the Salon
- Diretto da: Jennie Darnell
- Scritto da: Robert Thorogood, Victoria Asare-Archer e James Hall

### Trama
È il giorno del matrimonio di Cynthia, la quale si prepara insieme alla sorella Kiki, la madre Georgine e la zia Eleanor nel salone di acconciature di proprietà della famiglia, Kiki si avvicina a Eleanor la quale è sotto il casco asciugacapelli, Eleanor cade per terra e mentre Kiki cerca di soccorrerla le sue mani si sporcano con il sangue della zia la quale è gravemente ferita, infatti Eleanor è morta.
Parker, Madeleine, Ruby e JP indagano sulla morte della donna, arriva poi il fidanzato di Cynthia, il quale si rivela essere Henri, lui e Ruby si conoscono, infatti un tempo era la sua fidanzata, la presenza di Henri la mette a disagio. Accanto al corpo della vittima c'era la Bibbia di Eleanor e un bicchiere di tè freddo, la donna è morta per una pugnalata a cuore, e dalla larghezza della ferita è plausibile che l'arma del delitto siano un paio di forbici. Parker è incuriosito dalla lavatrice che è ancora in funzione, è stata attivata pochi minuti prima che Kiki si accorgesse della morte di sua zia.
Parker scopre che Eleanor faceva uso di benzodiazepine, inoltre sembra impossibile che Kiki, Georgine e Cynthia possano averla uccisa, prima che Kiki scoprisse che Eleanor era morta nessuna tra loro si era avvicinata alla donna mentre lei era sotto il casco, ma sembra improbabile che qualcuno possa essere entrato di nascosto nel salone visto che, pur avendo il tempo di pugnalare Eleanor, è sospettoso che lei non abbia urlato o che non abbia cercato di difendersi attirando l'attenzione delle altre tre donne.
Parker non ha nessun dubbio sul fatto che una delle tre donne sia l'assassina, indagando sulla famiglia scoprono che Georgine aveva dei problemi di droghe, i servizi sociali le portarono via le figlie, e la sorella Eleanor decise di ottenerne la potestà, era stata lei a crescere Cynthia e Kiki, mentre Georgine si trasferì a Saint Lucia. Il salone fu creato da Eleanor che poi, ritirandosi in pensione lo affidò a Kiki. Patterson non è affatto contento che Henri sia coinvolto nel caso, temendo che Ruby si faccia sopraffare dalla sua emotività, confessando a JP che Henri è un donnaiolo, già in passato ferì Ruby. La polizia scopre che nella lavatrice c'era un asciugamano e dalle analisi sono state trovate tracce di balsamo, shampoo e tintura per capelli, i tipici prodotti che si utilizzano nei saloni per le acconciature, e nelle forbici non è stato rilevato sangue. 
Ruby ispeziona il salone e nel perimetro esterno trova uno dei gemelli di Henri, inoltre un testimone afferma di averlo visto davanti al salone prima che Eleanor morisse, quindi Ruby gli chiede cosa ci facesse lì, e lui ammette che voleva parlare con Cynthia perché aveva dei dubbi sulle nozze, e uno dei suoi gemelli gli era caduto, lui afferma di amare ancora Ruby e la bacia. JP scopre che Eleanor il giorno prima della sua morte aveva ricevuto una telefonata da Henri, la compagnia telefonica gli dà una registrazione della conversazione dove Henri la supplicava di non rivelare a Cynthia un segreto che avrebbe potuto compromettere il loro rapporto. JP ha capito che Henri ha un'altra donna, e infatti ammette che già da due mesi tradisce Cynthia e purtroppo Eleanor lo aveva scoperto, voleva che sua nipote sapesse la verità, secondo Henri è stata proprio Cynthia a ucciderla proprio perché Eleanor si opponeva alle loro nozze.
Ruby confessa a Patterson di aver baciato Henri e di averlo sottoposto a un interrogatorio non autorizzato, quindi Patterson, benché Ruby sia sua nipote, non può essere indulgente con lei accusandola di aver infranto il protocollo mostrando una totale mancanza di professionalità, esonerandola dall'indagine. Parker ha capito che le forbici analizzate erano quelle sbagliate e che la persona che ha ucciso Eleanor le ha nascoste prima che la polizia raggiungesse il salone, ovvero sul tetto dell'edificio, e infatti Parker le trova lì, capendo chi è l'assassina.
La polizia fa convocare nel salone sia Kiki che Georgine, l'ispettore Parker spiega alle due donne che ha capito, chi tra loro, ha ucciso Eleanor, colei che voleva impedire alla vittima di sabotare il matrimonio, infatti l'assassina è Kiki. Quest'ultima con le lacrime agli occhi ammette di aver ucciso la zia, Parker aveva capito che Henri aveva tradito Cynthia proprio con la sorella, Kiki non poteva permettere che Eleanor le raccontasse la verità con la paura di spezzare il cuore di Cynthia e quindi decise di uccidere la zia, aveva messo nel tè freddo che Eleanor stava bevendo un po' di benzodiazepine, che unito alla dose che Eleanor già assumeva, la fece cadere in uno stato di sonno, quando Kiki si avvicinò a lei Eleanor non era caduta per terra perché era morta, infatti era ancora viva, stava solo dormendo, Kiki si era versata sulle mani della tintura per capelli di colore rosso, che infatti sembrava sangue, e così mentre Georgine e Cynthia erano occupate a chiamare i soccorsi Kiki pugnalò la zia con le forbici per poi lanciarle sopra il tetto, fece anche in tempo ad andare in bagno a lavarsi le mani dalla tintura con un asciugamano che poi mise nella lavatrice. Kiki viene arrestata ritenendo di meritarselo per il male che ha fatto.
Il pastore della chiesa telefona a Ruby dicendole che Cynthia è ubriaca, quindi Ruby va in chiesa per darle un po' di conforto, poi arriva Henri sperando di poter chiarire le cose con la sua fidanzata ma Ruby gli impone di lasciarla in pace accusandolo di aver distrutto un'intera famiglia con il suo egoismo. Ruby ottiene il perdono di Patterson il quale le spiega per lui non è facile essere il suo superiore, perché proprio in qualità di zio lui ha molto a cuore la carriera di sua nipote.

## Niente è come sembra
- Titolo originale: Now You See Him, Now You Don't
- Diretto da: Jennie Darnell
- Scritto da: Robert Thorogood e James Hall

### Trama
Parker si prepara a tornare in Inghilterra, ma prima decide di aiutare la polizia di Saint Marie a risolvere un ultimo caso di omicidio. La vittima è Robert Garwood, il marito dell'ex celebre attrice teatrale Olivia Reeves di cui Parker è un grande ammiratore. La donna ormai non vedente ha abbandonato la sua carriera, lei e Robert erano andati in spiaggia a nuotare, Robert è morto per un colpo di pistola, anche Archie e Precious avevano sentito lo sparo: Archie è il figlio di Robert, mentre Precious lavora come tassista ed è un'amica di famiglia.
Anche Robert era un attore, ma nonostante il suo grande talento non ha mai ottenuto il medesimo successo della moglie. I due ormai erano in crisi. La polizia scopre che poco tempo prima Olivia venne ricoverata in ospedale per aver mangiato un frutto di mancinella, essendo velenoso le fu fatta una lavanda gastrica. Lei accusò Robert di averle dato quel frutto, ormai dormivano in stanze separate. Olivia vedendo nel marito una minaccia mise anche un chiavistello alla porta della sua camera da letto, inoltre era lei ad avere la titolarità del conto in banca limitandosi a versare dei soldi al marito per mantenerlo.
Madeleine, indagando sul passato di Archie, scopre che ha vari precedenti per aggressione e ubriachezza molesta. Olivia spiega a Parker che Archie ha risentito molto della mancanza di affetto del padre, Robert nel suo narcisismo non gli ha mai dato amore. Archie afferma di essere innocente, era stato Robert a invitarlo a Saint Marie per ricucire il loro rapporto. Un pescatore va a trovare Olivia nella sua villa rivelandole che era in spiaggia e ha visto tutto: sa che è stata lei a sparare a Robert e vuole dei soldi in cambio del suo silenzio. La polizia scopre che Precious nasconde una revolver, la donna ammette che appartiene a Olivia, è stata lei a uccidere il marito e dopo averlo fatto aveva chiesto a Precious di nascondere l'arma, quest'ultima ha voluto aiutarla perché da tempo Olivia era vittima delle cattiverie del marito che incessantemente le dava il tormento.
Olivia si prepara a pagare il pescatore ma non sarà necessario, dato che la polizia arresta la donna, lei ammette che aveva acquistato quella pistola per difendersi dal marito, lui l'aveva convinta a nuotare in mare per poi lasciarla sola, è stata costretta a tornare a riva senza che Robert la aiutasse, quest'ultimo ha poi iniziato a provocarla, e Olivia prese la pistola sparandogli dalla distanza ravvicinata. Ora che Olivia ha confessato il caso sembra chiuso, anche perché Archie e Precious non possono aver ucciso Robert dato che erano lontani dalla scena del crimine quando sentirono lo sparo, Parker però capisce finalmente chi ha ucciso l'uomo, anche perché Olivia aveva affermato di aver sparato dalla corta distanza mentre dall'esame balistico il proiettile è stato sparato a sei metri dalla vittima oltre al fatto che le striature trovate nel proiettile che ha ucciso Robert non coincidono con quelle dei proiettili della pistola di Olivia.
Parker in presenza di Archie, Precious e Olivia spiega a tutti come quest'ultima è stata inconsapevolmente vittima di un crudele piano del marito, lui sapeva che Olivia aveva una pistola e quindi aveva sostituito i proiettili, Olivia credeva di averlo ucciso ma quelli che Robert aveva caricato nella pistola di Olivia erano solo proiettili a salve, l'aveva provocata di proposito sperando che lei, reagendo, gli avrebbe sparato, inoltre aveva acquistato da un trafficante d'armi una pistola identica a quella di Olivia, e infatti colui che gli aveva venduto l'arma è in prigione a Guadalupa e ha confermato di aver venduto una pistola a Robert. Parker ha capito che solo una persona poteva aver ucciso Robert, ovvero il suo complice, che conoscendo il piano sapeva come sfruttare la cosa per ucciderlo, ovvero Archie, infatti il trafficante d'armi ha confermato che Archie era in compagnia di Robert quando gli aveva venduto la pistola, il piano era che Archie usasse l'arma (munita di silenziatore) per sparare a suo padre ferendolo, dopo che Olivia gli aveva sparato con il proiettile a salve, in modo che tutti pensassero che era stata proprio Olivia a ferirlo quando gli sparò, così lei sarebbe finita in prigione per tentato omicidio e lui avrebbe ottenuto tutti i soldi della moglie, inoltre come sopravvissuto di un tentato omicidio ciò avrebbe attirato l'attenzione dei media verso di lui contribuendo al rilancio della sua carriera teatrale. Archie credeva che suo padre lo avesse invitato a raggiungerlo a Saint Marie per una riconciliazione, solo per scoprire che voleva il suo aiuto per distruggere la vita di Olivia e dunque, accecato dal disprezzo che ha sempre provato per Robert, all'inizio finse di voler collaborare con lui ma poi quando gli sparò lo uccise per davvero. Olivia abbraccia Archie, non gli porta nessun rancore, sapendo che entrambi sono stati due vittime dello sfrenato egoismo di Robert.
Benché Archie sia stato arrestato, e il caso ora è chiuso, Parker pur non avendo nessun motivo per restare a Saint Marie, decide di non tornare in Inghilterra, infatti si propone come ispettore capo a tempo pieno del dipartimento di polizia di Saint Marie dato che il posto non è stato ancora assegnato, e Patterson, esortato da Ruby e Madeleine, accetta di assumerlo. JP sostiene l'esame da sergente e ottiene la promozione avendolo superato con il punteggio migliore mai raggiunto nella storia del corpo di polizia di Saint Marie.